# Takahiro Yamada (football)
Takahiro Yamada (山田 隆裕, Yamada Takahiro) est un footballeur japonais né le 29 avril 1972 à Takatsuki dans la préfecture d'Osaka au Japon.